# Harivarman IV
Harivarman IV (mort en 1081) est un souverain fondateur de la IXe Dynastie du royaume de Champā il règne vers 1074 à 1080

## Contexte
A la suite du règne désastreux de son prédécesseur Rudravarman III, le prince Thân ou yan Visnumurti  établit une nouvelle dynastie et sous le nom de Harivarman IV impose son autorité sur le reste du royaume. En 1075 il repousse victorieusement une nouvelle invasion des vietnamiens et défait peu après les Khmers. Il rétablit finalement l'autorité royale sur l’ensemble du pays sauf la région de Panduranga dans le sud. Il redonne au royaume sa prospérité, rebattit des temples et développe les institutions religieuse. En 1080 il décide d'abdiquer, en faveur de son fils le prince Rajadvara, pour entrer dans la vie religieuse . Ce dernier le futur Jaya Indravarman II n'étant âgé que de 9 ans la régence est confié au frère de l'ancien monarque Paramabhodisatva, Quant à l'ex-roi il meurt l'année suivante en 1081 et quatorze de ses épouses acceptent de le suivre dans la mort.

## Sources
- Anne-Valérie Schweyer La vaisselle en argent de la dynastie d'Indrapura (Quàng Nam, Việt Nam) Études d'épigraphie cam II. Bulletin de l'École française d'Extrême-Orient  année 1999  n° 86  p.  345-355 & Tableau généalogique p. 351.
- Georges Maspero Le Royaume De Champa. T'oung Pao, Second Series, Vol. 12, No. 2 (1911) Chapitre VI (Suite) Dynastie X 1074-1139  JSTOR, www.jstor.org/stable/4526131. Consulté le 26 décembre 2020.